# Mike O'Hearn
Michael O'Hearn (Seattle, 26 gennaio 1969) è un culturista, attore, modello e artista marziale statunitense.

## Biografia

### Moda e culturismo
Appena quindicenne vince un concorso per giovani culturisti indetto dallo stato di Washington. La sua carriera conta apparizioni da modello e culturista oltre che la vittoria di numerose competizioni di bellezza e bodybuilding. È stato Mister Natural Universe per quattro anni di fila e "Fitness Model of the Year" per sette volte, con oltre quattrocentosettanta apparizioni su riviste di moda e bobybuilding.
Nel 2008 ha partecipato al programma televisivo American Gladiators nella parte di "Titan", diventando l'unico ad essere stato presente anche alla prima edizione dello stesso tenutasi negli anni ottanta e novanta (allora nelle vesti di "Thor"). Prima di debuttare nel mondo del culturismo e della moda si è dedicato alle arti marziali, vincendo numerose competizioni di Taekwondo e Judo. Ha fondato e gestisce la "Mike O'Hearn's Signature Fitness", una palestra a cui si può iscriversi sia per tenersi in forma che per intraprendere il culturismo a livello agonistico.

### Cinema
Sporadicamente ha partecipato a film direct-to-video per TV e piccole produzioni cinematografiche in ruoli secondari. Nel 2004 è stato scritturato per interpretare Superman in World's Finest, un fan film di breve durata sull'Uomo d'acciaio. Nel 2009 ha preso parte ad alcuni episodi della soap opera statunitense Days of our Lives, in onda dal 1965 ed entrata nella storia della televisione. È stato provinato durante l'agosto 2008 per due grandi produzioni di Hollywood, il remake di Conan e Captain America - Il primo Vendicatore. Il provino si è tenuto per interpretare rispettivamente il barbaro Conan e Steve Rogers/Capitan America.

## Curiosità
Nel 2023 diventano virali sui principali social media alcuni suoi video meme con sottofondo la canzone “What Is Love” di Haddaway. Ha anche indossato in seguito una maglietta con la scritta "Baby Don't Hurt Me", riferita ai meme in questione.

## Filmografia
- Battle Dome (1999, serie televisiva)
- Barbarian (2003)
- The Keeper of Time (2004)
- World's Finest (2004)
- TV: The Movie (2006)
- Ultraviolet (2006)
- The Preston Lacy Show (2008, serie televisiva)
- Days of our Lives (2009, soap opera)
- 9-1-1, stagione 6 episodio 14 (2023, cameo in serie tv)